# Maschinensender
Ein Maschinensender ist eine Sendeanlage, welche die abzustrahlende Trägerfrequenz mithilfe eines Wechselstromgenerators erzeugt.

## Geschichte
In der Anfangszeit der Funktechnik gab es noch keine Möglichkeit, ungedämpfte Schwingungen rein elektronisch zu erzeugen. Neben dem Lichtbogensender konnten Schwingungen mit Hilfe eines Motors, also elektromechanisch, erzeugt werden. Dafür waren schnelldrehende Generatoren erforderlich, deren Rotor und Stator sehr fein unterteilt waren. Um 1904 wurde mit solchen Maschinensendern im Längstwellenbereich gearbeitet. Typische Werte waren z. B. 50 kW Sendeleistung auf einer Sendefrequenz von 50 kHz, was einer Wellenlänge von 6000 m entspricht.
Als in den 1920er Jahren die Elektronenröhre aufkam, verloren die Lichtbogen- und Maschinensender rasch an Bedeutung. Dazu beigetragen hat auch die damals durch Funkamateure gemachte Entdeckung, dass sich die bis dahin als wertlos betrachteten Kurzwellen besser und auch wirtschaftlicher für interkontinentale Verbindungen eignen als Längstwellen. Mittels der Röhrentechnik konnten diese höheren Frequenzen und auch mehr Sendeleistung erzielt werden. Um 1928 wurde die letzte große Maschinensenderstation von der deutschen Firma Telefunken in Japan aufgebaut. Der Längstwellensender Grimeton ist der letzte noch funktionsfähige Maschinensender. Er stammt aus dem Jahr 1924 und befindet sich in Schweden. Die Sendeanlage ist UNESCO-Welterbe und nutzt das Rufzeichen SAQ.

## Typen

### Alexanderson-Alternator

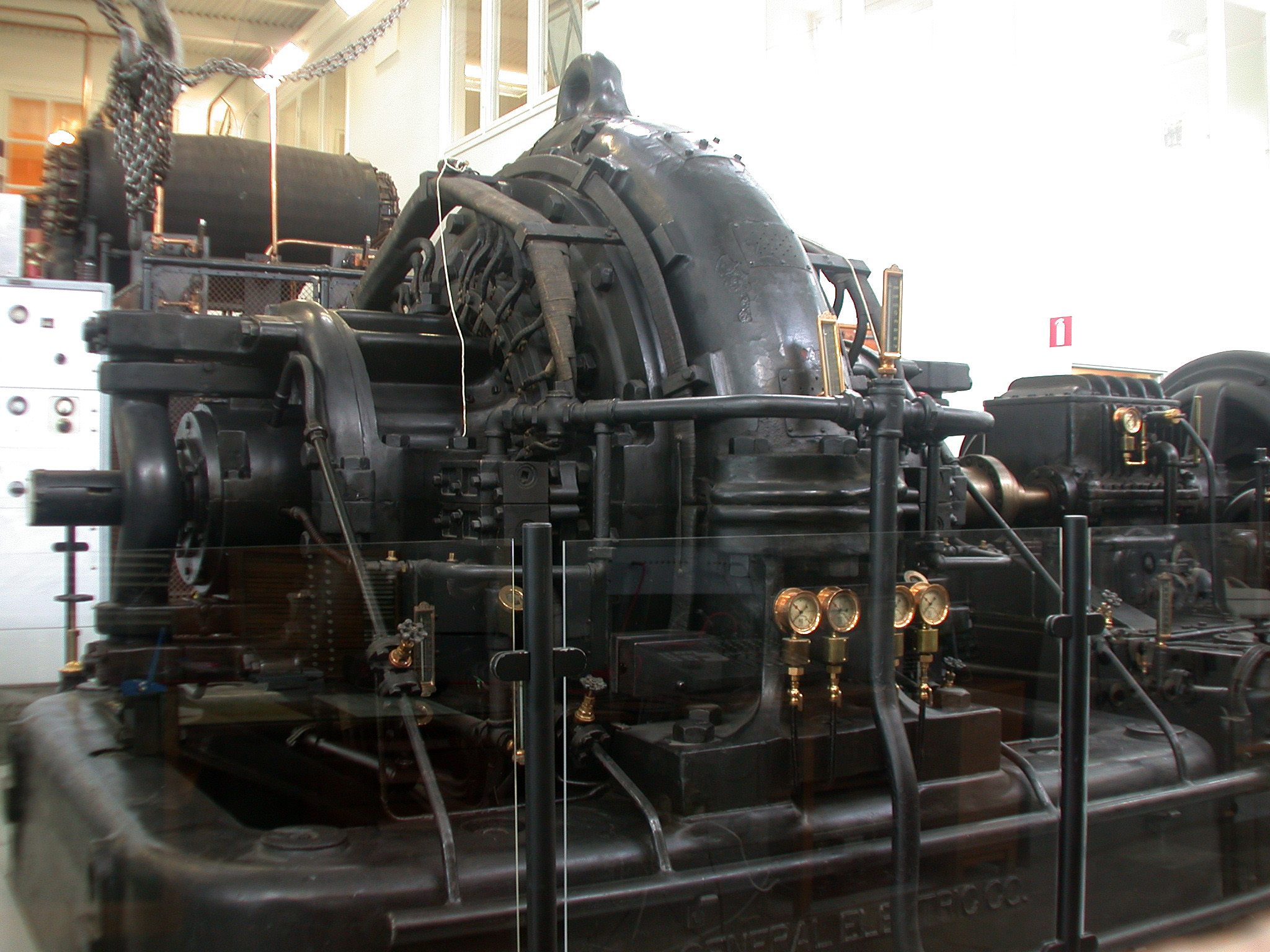
200-kW-Alexanderson-Alternator in Grimeton (Schweden)
rechts: Antriebsmotor; links oben im Hintergrund: Magnetverstärker zur Modulation

Der Alexanderson-Alternator, entwickelt 1904 von Ernst Fredrik Werner Alexanderson, ist eine als Generator verwendete Reluktanzmaschine. Er stellt die Grundform der Maschinensender dar und ist ein elektrischer Generator, der speziell zur Erzeugung hochfrequenter Wechselspannungen mit bis zu 100 kHz konstruiert ist. Die Maschinensender nach dieser Bauart wurden weltweit für den Betrieb von Längstwellen- und Langwellen-Sendern verwendet.
Der Stator besteht aus Wicklungen, die mit Gleichstrom beaufschlagt werden und ein statisches Magnetfeld erzeugen. Der Rotor ist ein schnell rotierendes Eisenrad mit mehreren hundert bis über 1000 Schlitzen, die aus dem Eisen dazwischen magnetische Pole bilden. Die Schlitze sind zur Verringerung des Luftwiderstandes mit einem nicht ferromagnetischen Material gefüllt. Dadurch wird der magnetische Fluss durch die am Luftspalt gegenüberliegenden Wicklungen des Stators periodisch verändert und durch die möglichst hohe Polpaarzahl eine hochfrequente Wechselspannung mittels elektromagnetischer Induktion erzeugt. Für Langwellensender wurden Generatoren für bis zu 100 kHz und 200 kW Leistung entwickelt.

### Goldschmidt-Alternator

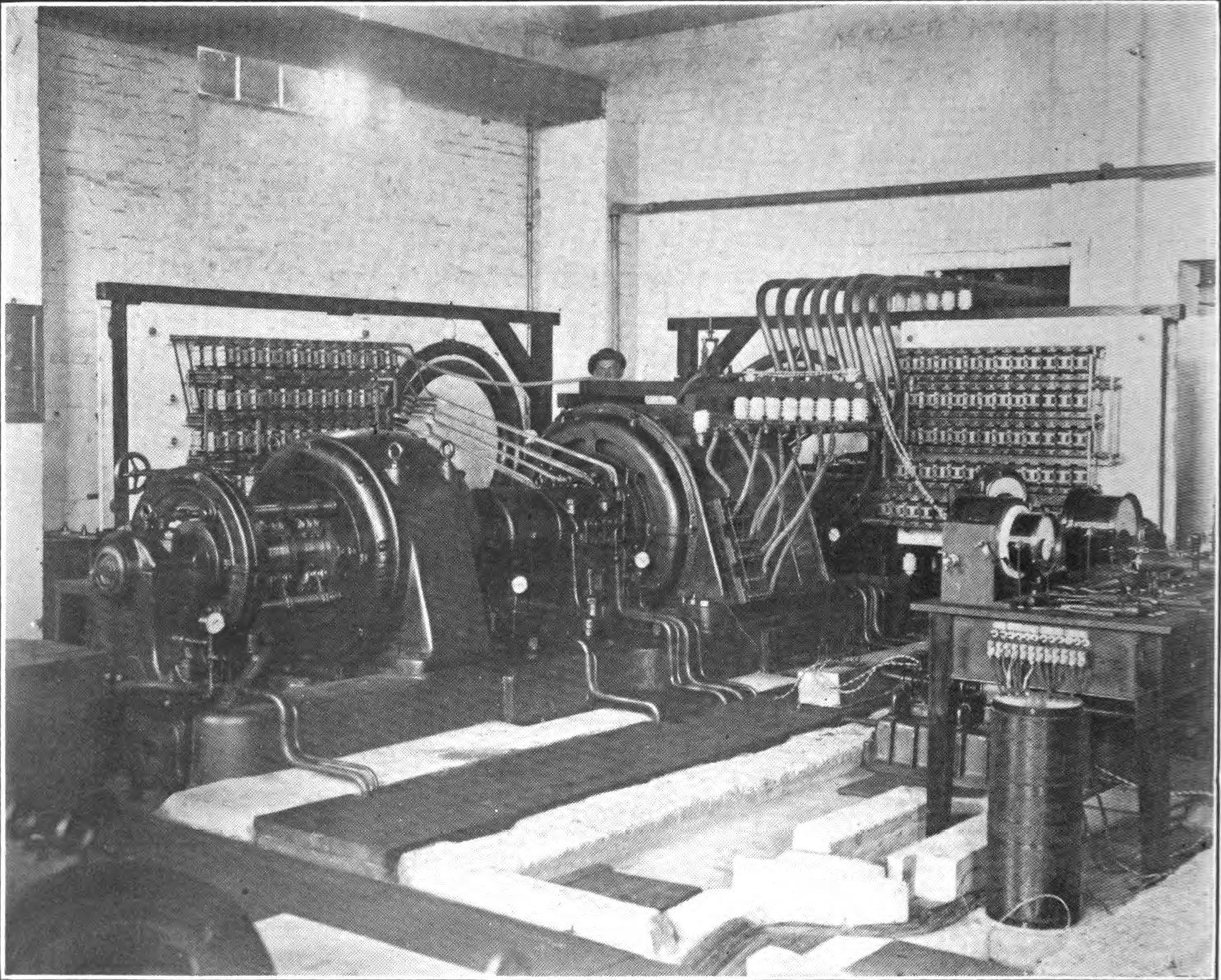
100-kW-Goldschmidt-Alternator des ehemaligen Überseesender Eilvese. Hinter den Maschinen an der Wand die Resonanzfilter zur Auskopplung der Mischfrequenz

Einer der Nachteile des Alexanderson-Alternators ist die Tatsache, dass zur Erzielung einer möglichst hohen Frequenz eine hohe Polpaarzahl am Rotor nötig ist. Damit verbunden ist die Notwendigkeit eines im Umfang hinreichend großen Rotors, denn die Umfangsgeschwindigkeit des Rotors lässt sich aus mechanischen Gründen wegen der auftretenden Fliehkräfte und der damit einhergehenden Zugspannungen im Rotor nicht beliebig steigern, und die Pole brauchen eine ausreichende Größe, um magnetische Streuflüsse nicht zu groß werden zu lassen. Dadurch ist der Alexanderson-Alternator durch eine obere, technisch bedingte Grenzfrequenz limitiert.
Im Jahre 1908 entwickelte Rudolf Goldschmidt den nach ihm benannten Goldschmidt-Alternator, der eine frühere Form der heute in der Funktechnik üblichen Mischstufen darstellt, um höhere Frequenzen zu erreichen. Bei Einsatz in den gleichen Frequenzbereichen wie der Alexanderson-Alternator erlaubt der Goldschmidt-Alternator technisch leichter zu beherrschende reduzierte Drehzahlen am Rotor und eine kleinere Polpaarzahl. Die obere Grenzfrequenz liegt bei dem Goldschmidt-Alternator bei ca. 200 kHz.
Im Aufbau besteht der Rotor aus zwei getrennten Wicklungen am Rotor, die bei einer bestimmten Drehzahl jeweils die Grundfrequenz f liefern. Durch die gegenseitige magnetische Kopplung entstehen die beiden Mischprodukte {\displaystyle (f-f)} und {\displaystyle (f+f)}, also ein Gleichanteil und eine doppelte Frequenz {\displaystyle 2\cdot f}. Durch Rückkopplungen bilden sich dabei mit abnehmender Amplitude auch höhere Mischprodukte, die ganzzahlige Vielfache der Grundschwingung darstellen. Durch die zu höheren Frequenzen abnehmenden Amplituden sind auch diesem Verfahren Grenzen gesetzt, üblich waren Frequenzvervielfachungen bis zu {\displaystyle 4\cdot f}. Die Auskopplung des gewünschten Mischproduktes, beispielsweise die Frequenz {\displaystyle 4\cdot f}, erfolgt durch auf diese Frequenz abgestimmte Filter, bestehend aus Kondensatoren und Spulen. Diese auf Resonanz abgeglichenen Filter befinden sich in unmittelbarer Nähe außerhalb des elektrischen Generators und sind fixer Bestandteil des Maschinensenders.

## Großanlagen

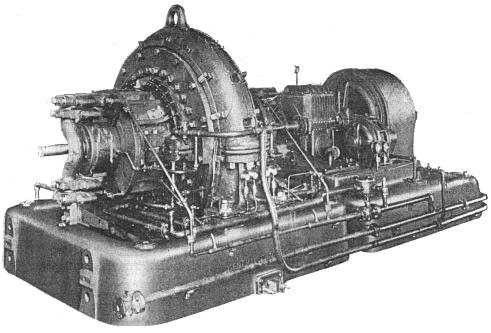
200-kW-Generator der US Navy (1920)

Die leistungsstärksten Maschinensender waren für Längstwellensender bestimmt, es wurden von General Electric 20 Stück produziert, siehe Tabelle. Sie konnten einen Frequenzbereich von 12,5 kHz bis 28,8 kHz (Betrieb in Stromnetzen mit 60 Hz) beziehungsweise 10,4 kHz bis 24 kHz (in 50-Hz-Netzen Europas) abdecken. Die Motordrehzahl variierte je nach Netzfrequenz zwischen 720 und 864/min. Außerdem gab es Rotoren mit unterschiedlicher Polzahl und Getriebeübersetzungen von 40 : 107, 37 : 110 und 34 : 113. Die Rotoren dieser Maschinen hatten am Umfang eine Dicke von 7,5 cm und einen Durchmesser von 160 cm. Bei bis zu 2500/min erreichte die äußere Umlaufgeschwindigkeit um die 800 km/h, d.  etwa zwei Drittel der Schallgeschwindigkeit in Luft. Eine sehr wichtige Komponente der Generatoren war deren Geschwindigkeitsregulator, um die Frequenzen konstant zu halten. 0,25 % Abweichung der Umdrehungszahl des Rotors von der optimalen Drehzahl führten zu einer Reduktion der in die Antenne einkoppelbaren Leistung um mehr als 50 %.

### Einsatzstationen
| Stadt (Bundesland), Staat        | Ruf- zeichen | Wellen- länge | Fre- quenz | Instal- lation | Ab- schaltung       | Ver- schrottung     | Bemerkung                     |
| -------------------------------- | ------------ | ------------- | ---------- | -------------- | ------------------- | ------------------- | ----------------------------- |
| New Brunswick (New Jersey), USA  | WII          | 13761 m       | 21786 Hz   | 1918           | 1948                | 1953                | anfänglich 50-kW-Generator    |
| New Brunswick (New Jersey), USA  | WRT          | 13274 m       | 22585 Hz   | 1920           | 1948                | 1953                |                               |
| Marion (Massachusetts), USA      | WQR          | 13423 m       | 22334 Hz   | 1920           | 1932                |                     |                               |
| Marion (Massachusetts), USA      | WSO          | 11623 m       | 25793 Hz   | 1922           | 1932                |                     | 1942 nach Haiku               |
| Bolinas (Kalifornien), USA       | KET          | 13100 m       | 22885 Hz   | 1920           | 1930                | 1946                |                               |
| Bolinas (Kalifornien), USA       | KET          | 15600 m       | 19217 Hz   | 1921           | 1930                |                     | 1942 nach Haiku               |
| Radio Central (Long Island), USA | WQK          | 16484 m       | 18187 Hz   | 1921           | 1948                | 1951                |                               |
| Radio Central (Long Island), USA | WSS          | 15957 m       | 18788 Hz   | 1921           | 1948                |                     | 1949 nach Marion              |
| Kahuku (Hawaii), USA             | KGI          | 16120 m       | 18598 Hz   | 1920           | 1930                | 1938                |                               |
| Kahuku (Hawaii), USA             | KIE          | 16667 m       | 17987 Hz   | 1921           | 1930                | 1938                |                               |
| Tuckerton (New Jersey), USA      | WCI          | 16304 m       | 18388 Hz   | 1921           | 1948                | 1955                |                               |
| Tuckerton (New Jersey), USA      | WGG          | 13575 m       | 22084 Hz   | 1922           | 1948                | 1955                |                               |
| Caernarfon, Großbritannien       | MUU          | 14111 m       | 21245 Hz   | 1921           |                     | 1939                |                               |
| Caernarfon, Großbritannien       | GLC          | 09592 m       | 31254 Hz   | 1921           |                     | 1939                |                               |
| Warschau, Polen                  | AXO          | 21127 m       | 14190 Hz   | 1923           |                     |                     | im Zweiten Weltkrieg zerstört |
| Warschau, Polen                  | AXL          | 18293 m       | 16388 Hz   | 1923           |                     |                     | im Zweiten Weltkrieg zerstört |
| Grimeton, Schweden               | SAQ          | 17442 m       | 17188 Hz   | 1924           | noch betriebsbereit | noch betriebsbereit | anfänglich 18600 m (16118 Hz) |
| Grimeton, Schweden               | SAQ          | 17442 m       | 17188 Hz   | 1924           | 1960                | 1960                | zur Parallelschaltung         |
| Recife (Pernambuco), Brasilien   |              |               |            | nie            |                     |                     | 1924 ausgeliefert             |
| Recife (Pernambuco), Brasilien   |              |               |            | nie            |                     |                     | 1924 ausgeliefert             |

Bemerkung
Ab 1942 wurden vier Stationen von der US Navy betrieben: die neu errichtete Station Haiku auf Hawaii sowie die Stationen in Bolinas (beide bis 1946), Marion und Tuckerton (beide bis 1948). Die Station Marion wurde 1949 von der U.S. Air Force übernommen und bis 1957 zur Übertragung von Wetterberichten in die Arktis sowie zu den Basen in Grönland, Labrador und Island verwendet. Einer der Generatoren wurde 1961 verschrottet und der andere an das US Bureau of Standards übergeben.
Die beiden Maschinen in Brasilien konnten wegen organisatorischer Probleme nie dort eingesetzt werden. Sie wurden nach 1946 wieder an die Radio Central zurückgegeben.

### Sende- und Empfangsbetrieb
Die Längstwellensender waren mit mindestens je einer Alexanderson-Antenne ausgerüstet, von denen lediglich die eine in Grimeton noch erhalten ist. In Radio Central auf Long Island (USA) waren zwölf sternförmig aufgestellte Alexanderson-Antennen vorgesehen für den Sendebetrieb mit Dänemark (1), Schweden (2), Deutschland (3), Frankreich (4), Großbritannien (5), Südamerika (6, 7, 8), Pazifik sowie Telefonie mit Europa (9, 10, 11) und Polen (12).
Telegramme wurden in einer Zentrale, die sich in Schweden beispielsweise in Göteborg befand, im Morsecode auf Lochstreifen übertragen und anschließend in schneller Folge per Draht zur Sendestation (Schweden: Grimeton) als Gleichstromimpulse übertragen.
In der Sendestation erfolgte die Modulation des Senders über sogenannte Magnetverstärker (Transduktoren), die durch die per Fernleitung übertragenen Gleichstromimpulse Leistungsrelais im Morsecode ansteuerten.
Die Empfangsantennen befanden sich in einigem Abstand zu den Sendern und bestanden aus etwa 13 km langen Drähten, die an hölzernen Masten aufgehängt waren. Keine einzige dieser Anlagen ist noch erhalten. Allerdings sind teilweise noch die Empfangsgebäude erhalten, beispielsweise in Kungsbacka, Schweden.
Zum Empfang von Längstwellensendern, wie den Sender Grimeton, der jährlich einmal wieder betrieben wird, gibt es sehr viele einfache Möglichkeiten. Es können Audionschaltungen, aber auch der WebSDR, ein SDR-Empfänger, welcher im Internet frei zugänglich ist oder auch weitere moderne Empfangsschaltungen, die das NF-Signal der Soundkarte eines PCs zuführen, verwendet werden.